# Away3D
 (juin 2025).
La mise en forme du texte ne suit pas les recommandations de Wikipédia : il faut le « wikifier ».
Les points d'amélioration suivants sont les cas les plus fréquents :
- Les titres sont pré-formatés par le logiciel. Ils ne sont ni en capitales, ni en gras.
- Le texte ne doit pas être écrit en capitales (les noms de famille non plus), ni en gras, ni en italique, ni en « petit »…
- Le gras n'est utilisé que pour surligner le titre de l'article dans l'introduction, une seule fois.
- L'italique est rarement utilisé : mots en langue étrangère, titres d'œuvres, noms de bateaux, etc.
- Les citations ne sont pas en italique mais en corps de texte normal. Elles sont entourées par des guillemets français : « et ».
- Les listes à puces sont à éviter, des paragraphes rédigés étant largement préférés. Les tableaux sont à réserver à la présentation de données structurées (résultats, etc.).
- Les appels de note de bas de page (petits chiffres en exposant, introduits par l'outil «  Source ») sont à placer entre la fin de phrase et le point final[comme ça].
- Les liens internes (vers d'autres articles de Wikipédia) sont à choisir avec parcimonie. Créez des liens vers des articles approfondissant le sujet. Les termes génériques sans rapport avec le sujet sont à éviter, ainsi que les répétitions de liens vers un même terme.
- Les liens externes sont à placer uniquement dans une section « Liens externes », à la fin de l'article. Ces liens sont à choisir avec parcimonie suivant les règles définies. Si un lien sert de source à l'article, son insertion dans le texte est à faire par les notes de bas de page.
- La présentation des références doit suivre les conventions bibliographiques. Il est recommandé d'utiliser les modèles {{Ouvrage}}, {{Chapitre}}, {{Article}}, {{Lien web}} et/ou {{Bibliographie}}. Le mode d'édition visuel peut mettre en forme automatiquement les références.
- Insérer une infobox (cadre d'informations à droite) n'est pas obligatoire pour parachever la mise en page.

Pour une aide détaillée, merci de consulter Aide:Wikification.
Si vous pensez que ces points ont été résolus, vous pouvez retirer ce bandeau et améliorer la mise en forme d'un autre article.
Away3D est une plateforme open source permettant de développer des graphiques 3D interactifs pour les jeux vidéo et les applications, en Adobe Flash ou HTML5. La plateforme se compose d'un éditeur de monde 3D (Away Builder),, d'un moteur graphique 3D (Away3D ou AwayJS), d'un moteur physique 3D (Away Physics) et d'un format de fichier de modèle 3D compressé (AWD),.
Le développement est géré par la Away Foundation, une organisation à but non lucratif basée au Royaume-Uni qui se consacre à la création et à la maintenance de ressources logicielles libres et open source pour les jeux mobiles et les applications haute performance,. La fondation est soutenue par des entreprises (Adobe, JetBrains entre autres) et des donateurs individuels.

## Plateforme

### Away Builder
Away Builder est un environnement de développement intégré open source permettant d'importer, d'affiner, de préparer et d'exporter des modèles et des animations 3D. Il peut importer des modèles 3D à partir de diverses applications 3D telles que Autodesk 3ds Max, et peut intégrer l'éclairage dans des cartes de texture. L'objectif principal d'Away Builder est d'exporter des paquets de modèles 3D pour le moteur Away3D. Il prend en charge le format binaire compressé AWD, qui permet d'obtenir des modèles 3D plus petits que les formats basés sur ASCII tels que OBJ.
Le plugin Away Extension permet d'exporter du contenu 2D et 3D depuis Adobe Animate vers Away3D ou AwayJS.

### Away3D
Away3D est un moteur open source ActionScript 3 permettant de développer des graphiques 3D interactifs dans Adobe Flash Player et Adobe AIR. Away3D fonctionne sur les navigateurs web actuels utilisant Adobe Flash Player et utilise Stage3D pour le rendu accéléré par GPU.[citation nécessaire]
Le moteur peut rendre des modèles 3D et effectuer divers autres calculs 3D. Il prend en charge la transformation hiérarchique d'objets avec des fonctionnalités telles que la position, la rotation et la mise à l'échelle, ainsi que le rendu de textures bitmap. L'éclairage et l'illumination en temps réel sont pris en charge à l'aide du rendu Phong, du rendu Gouraud, de l'éclairage ponctuel et directionnel, des ombres en cascade, du mapping normal et spéculaire, de l'illumination globale et des effets de brouillard. Il prend également en charge le rendu stéréoscopique, le son 3D, les outils d'extrusion, l'animation de particules et l'animation squelettique. Des effets de post-traitement peuvent être utilisés pour améliorer la qualité des graphiques, et Away3D prend en charge le bloom, le flou, la profondeur de champ et le flou de mouvement.
Away3D 4 et les versions ultérieures prennent entièrement en charge les graphiques accélérés par GPU à l'aide de l'API Stage3D introduite dans Flash Player 11, libérant ainsi le CPU pour d'autres tâches de calcul. Comme les processeurs graphiques sont capables de rendre beaucoup plus de triangles texturés par seconde, cela permet d'obtenir beaucoup plus de détails et une meilleure qualité, et jusqu'à 100 000 triangles par image au lieu du plafond habituel de 1 000 avec le rendu Flash basé sur le processeur.
Away Physics est un moteur physique basé sur la bibliothèque physique Bullet, pour la détection des collisions et la dynamique des corps souples et rigides. Le moteur est développé conjointement par l'équipe Away3D et l'équipe JiglibFlash, et est étroitement intégré au pipeline de rendu Away3D.

### AwayJS
AwayJS est un moteur de rendu graphique 3D open source JavaScript pour les navigateurs web HTML5, et est un portage de Away3D basé sur Adobe Flash. Le code source d'Away3D a été porté vers Microsoft TypeScript, une version fortement typée de JavaScript qui compile vers des fichiers JavaScript pour assurer la compatibilité avec les normes web modernes. AwayJS fonctionne sur les navigateurs web actuels et utilise WebGL pour le rendu accéléré par GPU.
Le moteur peut rendre des modèles 3D et effectuer divers autres calculs 3D. Il prend en charge la transformation hiérarchique d'objets avec des fonctionnalités telles que la position, la rotation et la mise à l'échelle, le rendu de textures bitmap et l'éclairage en temps réel à l'aide du rendu de Phong ou du rendu de Gouraud. Il prend également en charge le shadow mapping, l'animation de particules et l'animation squelettique.
AwayJS peut rendre du contenu graphique en 2D et 3D à l'aide de WebGL pour un rendu accéléré par GPU. Il permet aux développeurs d'utiliser la boîte à outils Away Builder existante pour éditer, affiner, compresser et texturer des modèles et des animations 3D. AwayJS prend également en charge le format binaire AWD compressé, ce qui permet d'obtenir des modèles 3D plus petits que les formats basés sur ASCII tels que OBJ.
L'API AwayJS est compatible avec la version Flash d'Away3D, ce qui permet aux développeurs existants de migrer de Flash vers HTML5 en toute transparence. Afin de préserver la rétrocompatibilité avec Away3D, AwayJS permet aux développeurs d'écrire des shaders GPU dans le langage Adobe Graphics Assembly Language (AGAL) ou le langage standard OpenGL Shading Language (GLSL).

## Historique
Away3D a été lancé en 2007 par Alexander Zadorozhny et Rob Bateman comme un fork de Papervision3D.
Away3D a connu une participation active de la communauté depuis son introduction en 2007 et a remplacé Papervision3D après sa mise à jour pour prendre en charge le rendu accéléré par GPU à l'aide de Stage3D. Trois guides ont été publiés sur le développement de contenu 3D avec Away3D.

L'auteur précise que le moteur a commencé comme un projet de loisir, créé pour le plaisir. Après que de grandes agences de publicité et éditeurs de jeux l'aient adopté, ils ont dû « évoluer pour suivre le rythme ». Dans une interview, il ajoute :
Nous n'aurions jamais imaginé que cela prendrait une telle ampleur, mais notre intention a toujours été de fournir des outils et des bibliothèques accessibles qui facilitent la création de contenu 3D, pour tous, gratuitement et en open source. Nous ne nous lassons jamais de découvrir les choses incroyables que les gens créent à l'aide de nos bibliothèques, et nous avons encore beaucoup à améliorer et à ajouter.
— Robert Bateman, fondateur, interview de Robert Bateman, fondateur d'Away3d 
En 2009, la communauté Away3D a lancé Away3D Lite, une version allégée du moteur destinée aux publicités Flash et autres contenus soumis à des contraintes de taille. Away3D Lite était le moteur 3D complet le plus rapide et le plus petit jamais conçu pour Flash. Il pesait 25 Ko et était quatre fois plus rapide que le moteur Away3D complet. Aucune version ultérieure n'a été publiée.
En 2011, un livre sur Flash indiquait dans la section « 3D avec Flash » que « Away3D et Alternativa3D sont actuellement les solutions préférées en termes de performances et de fonctionnalités, car elles bénéficient d'une communauté de développement plus active ».
En 2013, Adobe a choisi Away3D comme seul moteur 3D inclus dans le SDK Adobe Gaming. Depuis lors, Adobe a financé le développement d'Away3D et d'Away Builder, et a mis à jour le SDK Adobe Gaming avec de nouvelles versions d'Away3D.
En 2016, Away3D 1.2 a été porté vers le langage multiplateforme Haxe, ce qui lui permet d'être compilé de manière croisée vers JavaScript et d'autres langages prenant en charge les graphiques 3D. Cela permet également à Away3D de fonctionner sur OpenFL, un framework logiciel doté d'une API très similaire à l'API Adobe Flash Player.

## Sources
1. ↑  « Away Builder - Away Tools », sur awaytools.com (consulté le 27 juin 2025)
2. ↑  awaytools/AwayBuilder, Away Tools, 27 août 2024 (lire en ligne)
3. ↑  (en-US) « Away Physics | The Away Foundation » (consulté le 27 juin 2025)
4. ↑  « AWD Format - Away Tools », sur awaytools.com (consulté le 27 juin 2025)
5. 1 2  (en-US) « Interview with Robert Bateman, founder of Away3d, an open-source 3D engine for the Flash Platform », sur The JetBrains Blog, 28 octobre 2013 (consulté le 27 juin 2025)
6. ↑  (en-US) « Q&A With The Away Foundation’s Rob Bateman » [archive du 7 février 2019], sur blogs.adobe.com (consulté le 27 juin 2025)
7. ↑  « Blog > Away3D & Adobe > Away3D » [archive du 19 juillet 2019], sur away3d.com (consulté le 27 juin 2025)
8. ↑  « Blog > JetBrains partnership and interview > Away3D » [archive du 18 octobre 2017], sur away3d.com (consulté le 27 juin 2025)
9. ↑  (en-US) « Introducing Game Developer Tools (Gaming SDK, Adobe Scout, FlasCC) - ByteArray.org » [archive du 10 août 2014], sur www.bytearray.org (consulté le 27 juin 2025)
10. ↑  « away3d (5.0.9) », sur Haxe - The Cross-platform Toolkit (consulté le 27 juin 2025)

- (en) Cet article est partiellement ou en totalité issu de l’article de Wikipédia en anglais intitulé « Away3D » (voir la liste des auteurs).